# Manuel Garcia Gil
Manuel Garcia Gil (né le 14 mars 1802 à San Salvador de Camba en Galicie, et mort le 28 avril 1881 à Saragosse) est un cardinal espagnol du XIXe siècle. Il est membre de l'ordre des dominicains.

## Biographie
Le dominicain Garcia Gil est forcé de quitter son couvent à Oviedo, à la suite de la loi de sécularisation du gouvernement espagnol de 1836. Il est élu évêque de Badajoz en 1854 et promu à l'archidiocèse de Saragosse en 1858. Garcia Gil participe au concile de Vatican I en 1869-1870. Le pape Pie IX le crée cardinal lors du consistoire du 21 mars 1877. Il participe au conclave de 1878, lors duquel Léon XIII est élu.

## Sources
- Fiche sur le site fiu.edu